# Décès en février 1998
Décès
- 1994
- 1995
- 1996
- 1997
- 1998
- 1999
- 2000
- 2001
- 2002

Pour une information complémentaire, voir la page d'aide.

| Date        | Nom                                     | Activités | Âge | Source |
| ----------- | --------------------------------------- | --- | --- | ------ |
| 1er février | Virgil E. Barnes                        | géologue américain | 94  |        |
| 1er février | André Chaufour                          | industriel français                                                                                                   | 94  |        |
| 1er février | Jack T. Collis                          | directeur artistique américain                                                                                        | 75  |        |
| 1er février | Charles Beverley Koester                | haut fonctionnaire canadien                                                                                           | ?   |        |
| 1er février | Gérard Séty                             | comédien français | 75  |        |
| 1er février | Marshall W. Wiley                       | ambassadeur américain                                                                                                 | 72  |        |
| 2 février   | Marcus Adeney                           | violoncelliste canadien                                                                                               | 97  |        |
| 2 février   | Raymond Cattell                         | psychologue britannique et américain                                                                                  | 92  |        |
| 2 février   | Ibrahim Farrah                          | danseur américain | 58  |        |
| 2 février   | Gertrude Scharff Goldhaber              | physicienne américaine                                                                                                | 86  |        |
| 2 février   | Jacques Guillermaz                      | historien français | 87  |        |
| 2 février   | Irene Kampen                            | humoriste américaine                                                                                                  | 75  |        |
| 2 février   | Karl W. Kamper                          | astronome américain                                                                                                   | 56  |        |
| 2 février   | Robert McIntyre                         | député britannique | 84  |        |
| 2 février   | Mgr Eduardo Pironio                     | cardinal argentin | 77  |        |
| 2 février   | Régis Ploton                            | sénateur français | 61  |        |
| 2 février   | Duilio Del Prete                        | comédien italien | 61  |        |
| 2 février   | Haroun Tazieff                          | volcanologue français                                                                                                 | 83  |        |
| 3 février   | Joey Archibald                          | boxeur américain | 83  |        |
| 3 février   | Alex J. Kramer                          | compositeur américain                                                                                                 | 94  |        |
| 3 février   | William Matthew Lukash                  | amiral américain | 66  |        |
| 3 février   | Nicholas Saunders                       | éditeur britannique                                                                                                   | 60  |        |
| 3 février   | Richard Cawthorn Starr                  | botaniste américain                                                                                                   | 73  |        |
| 3 février   | Roger L. Stevens                        | producteur de théâtre américain                                                                                       | 87  |        |
| 3 février   | Karla Faye Tucker                       | criminelle américaine                                                                                                 | 38  |        |
| 4 février   | Jacques Guillermaz                      | militaire, diplomate et sinologue français, historien du parti communiste chinois                                     | 87  |        |
| 4 février   | Zoran Kosanovic                         | pongiste canadien d'origine yougoslave                                                                                | 42  |        |
| 4 février   | Cristóbal Martinez-Bordiu               | chirurgien espagnol, époux de la fille unique du général Franco                                                       | 75  |        |
| 4 février   | Michel Roux                             | baryton français | 73  |        |
| 4 février   | Rees Stephens                           | joueur de rugby à XV britannique                                                                                      | 75  |        |
| 4 février   | Ernest Thibault                         | chanteur québécois | 90  |        |
| 5 février   | Chikuzan Takahashi                      | compositeur et interprète japonais de tsugaru-jamisen                                                                 | 87  | (en)   |
| 5 février   | Douglas Gamley                          | compositeur australien                                                                                                | 73  |        |
| 5 février   | Margaret Hillis                         | chef d'orchestre américaine                                                                                           | 76  |        |
| 5 février   | François Hincker                        | historien français | ?   |        |
| 5 février   | Timothy Kelly                           | guitariste de rock américain                                                                                          | 34  |        |
| 5 février   | Kim Ki-young                            | réalisateur sud-coréen                                                                                                | ?   |        |
| 5 février   | Germaine Ledoyen                        | actrice française | ?   |        |
| 5 février   | Don MacPherson (en)                     | producteur canadien                                                                                                   | 65  |        |
| 5 février   | Hélène Parmelin                         | écrivaine française                                                                                                   | 82  |        |
| 5 février   | Eduardo Francisco Pironio               | cardinal argentin de la curie romaine                                                                                 | 77  |        |
| 5 février   | François-Xavier van der Straten-Waillet | homme politique et diplomate belge                                                                                    | 88  |        |
| 5 février   | Adolfo Servando Tortolo                 | évêque argentin | 86  |        |
| 5 février   | Hans Wallach                            | scientifique américain                                                                                                | 93  |        |
| 6 février   | Falco                                   | chanteur autrichien                                                                                                   | 40  |        |
| 6 février   | Milton W. Brown                         | historien de l’art américain                                                                                          | 86  |        |
| 6 février   | Marcelle Delpastre                      | écrivain français | 72  |        |
| 6 février   | Robert Frickx                           | homme de lettres belge                                                                                                | ?   |        |
| 6 février   | Johnny Funches                          | chanteur américain | 62  |        |
| 6 février   | Nazem Koudsi                            | homme politique syrien                                                                                                | 91  |        |
| 6 février   | Jean LeMarchand                         | journaliste français                                                                                                  | 89  |        |
| 6 février   | Norman J. Levy                          | sénateur américain | 67  |        |
| 6 février   | Peggy Singer Robertson                  | assistante personnelle d’Alfred Hitchcock                                                                             | 62  |        |
| 6 février   | Ferenc Sido                             | joueur de tennis de table hongrois                                                                                    | 74  |        |
| 6 février   | Toshiaki Tanaka                         | pongiste japonais | 63  |        |
| 6 février   | Oscar Thiffault                         | folkloriste québécois                                                                                                 | 85  |        |
| 6 février   | Carl Wilson                             | guitariste américain du groupe The Beach Boys                                                                         | 51  |        |
| 6 février   | Claude Érignac                          | préfet français | 60  |        |
| 7 février   | Rene de Epelbaum                        | fondatrice du regroupement civique des Mères de Plaza de Mayo                                                         | 77  |        |
| 7 février   | Christiane Faure                        | instigatrice des politiques culturelles d'éducation populaire au sortir de la Seconde Guerre mondiale en France       | 89  |        |
| 7 février   | Bernard Houette                         | inspecteur français                                                                                                   | 84  |        |
| 7 février   | Roberto Iglesias                        | acteur espagnol | 76  |        |
| 7 février   | Lawrence Sanders                        | romancier américain                                                                                                   | 77  |        |
| 8 février   | Joseph Van Beeck                        | footballeur belge | 87  |        |
| 8 février   | Elsa Darciel                            | danseuse, chorégraphe et pédagogue belge                                                                              | 93  |        |
| 8 février   | William G. Lambert                      | journaliste américain                                                                                                 | 78  |        |
| 8 février   | Halldór Laxness                         | écrivain islandais | 95  |        |
| 8 février   | Enoch Powell                            | homme politique britannique                                                                                           | 85  |        |
| 8 février   | Jacques Robert-Rewez                    | résistant français | 83  |        |
| 8 février   | Rocke Robertson                         | médecin canadien | 85  |        |
| 8 février   | Joe Salsberg                            | député fédéral canadien                                                                                               | 95  |        |
| 8 février   | Julian Lincoln Simon                    | professeur d'économie américain                                                                                       | 66  |        |
| 8 février   | Manuel Delgado Villegas                 | tueur en série espagnol                                                                                               | 53  |        |
| 9 février   | Alby Cullaz                             | jazzman français | 56  |        |
| 9 février   | Gabriel Gobin                           | acteur français | 94  |        |
| 9 février   | John G.H. Halstead                      | ambassadeur canadien                                                                                                  | ?   |        |
| 9 février   | Robert Leduc                            | caricaturiste canadien                                                                                                | 73  |        |
| 9 février   | Nick Leluk                              | homme politique canadien                                                                                              | 62  |        |
| 9 février   | Paul Lévy                               | ethnographe français                                                                                                  | ?   |        |
| 9 février   | William Smith Ronald                    | peintre canadien | ?   |        |
| 9 février   | Maurice Schumann                        | homme politique, journaliste et écrivain français                                                                     | 86  |        |
| 9 février   | Tony Troxler                            | poète en dialecte alsacien, écrivain de théâtre et comédien                                                           | 80  |        |
| 9 février   | Kenneth Weeks                           | joueur de cricket britannique                                                                                         | 86  |        |
| 10 février  | Augusto Barros                          | peintre portugais | 69  |        |
| 10 février  | Louis Beugniez                          | homme politique français                                                                                              | 90  |        |
| 10 février  | Jan Butlin                              | dramaturge britannique                                                                                                | 57  |        |
| 10 février  | Léon Desmenez                           | footballeur français devenu entraîneur                                                                                | 69  |        |
| 10 février  | Yves Kovacs                             | documentariste français                                                                                               | 63  |        |
| 10 février  | Peter Longbotten                        | coureur cycliste britannique                                                                                          | 38  |        |
| 10 février  | Erich Mückenberger                      | homme politique allemand                                                                                              | 87  |        |
| 10 février  | Luc Auguste Sangaré                     | archevêque de Bamako                                                                                                  | 72  |        |
| 11 février  | Silvano Bozzolini                       | peintre italien | 86  |        |
| 11 février  | Thomas G. Dunn                          | homme politique américain                                                                                             | 76  |        |
| 11 février  | Lily Harmon                             | peintre américaine | 75  |        |
| 11 février  | Tatsusaburo Hayashiya                   | historien de l’art japonais                                                                                           | 83  |        |
| 11 février  | Joseph Issels                           | physicien allemand | 89  |        |
| 11 février  | Renaud Matignon                         | journaliste français                                                                                                  | 62  |        |
| 11 février  | Willy Nfor                              | musicien camerounais                                                                                                  | 42  |        |
| 11 février  | Gerald Richardson                       | journaliste canadien                                                                                                  | 89  |        |
| 12 février  | Lionel Aldridge                         | joueur de football américain                                                                                          | 56  |        |
| 12 février  | Tanvi Ahmad Dar                         | joueur de hockey sur gazon pakistanais                                                                                | ?   |        |
| 12 février  | Kenneth Frankel                         | metteur en scène américain                                                                                            | 56  |        |
| 12 février  | Jonathan Hole                           | acteur américain | 93  |        |
| 12 février  | George Middleton                        | ambassadeur britannique                                                                                               | 88  |        |
| 12 février  | Georges Riquier                         | comédien français | 82  |        |
| 12 février  | Lee Sherman                             | danseur américain | 84  |        |
| 12 février  | Alfred Struwe                           | acteur allemand | 70  |        |
| 13 février  | Thomas Chapin                           | saxophoniste américain                                                                                                | 40  |        |
| 13 février  | Jo Clayton                              | romancière américaine                                                                                                 | 58  |        |
| 13 février  | Robert Mackintosh                       | costumier américain                                                                                                   | 72  |        |
| 13 février  | Claude Prey                             | compositeur français                                                                                                  | 72  |        |
| 13 février  | Roger Schaffter                         | homme politique suisse                                                                                                | 80  |        |
| 13 février  | Jayne Turner                            | danseuse américaine                                                                                                   | 62  |        |
| 14 février  | Michael Anthony                         | acteurbritannique | 86  |        |
| 14 février  | Oreste Macri                            | critique littéraire italien                                                                                           | 85  |        |
| 14 février  | Léo Matarasso                           | avocat français | 87  |        |
| 14 février  | Denise Paulme                           | anthropologue française                                                                                               | 98  |        |
| 14 février  | Manuel Perez                            | révolutionnaire cubain                                                                                                | ?   |        |
| 14 février  | Antonio Prohias                         | dessinateur espagnol                                                                                                  | 77  |        |
| 14 février  | Kenzaburo Shirai                        | historien littéraire japonais                                                                                         | 80  |        |
| 15 février  | Samuel Curran                           | physicien britannique                                                                                                 | 85  |        |
| 15 février  | Christine Cusin-Paris                   | journaliste française                                                                                                 | 49  |        |
| 15 février  | Donald Flamm                            | animateur radiophonique américain                                                                                     | 98  |        |
| 15 février  | Martha Gellhorn                         | journaliste, correspondante de guerre et écrivain américaine                                                          | 89  |        |
| 15 février  | William Scott                           | peintre britannique                                                                                                   | ?   |        |
| 15 février  | Louis Spicolli                          | lutteur américain | 27  |        |
| 15 février  | Kim Sun-Gil                             | militant politique sud-coréen                                                                                         | 75  |        |
| 15 février  | Richard Verreault                       | député québécois | 60  |        |
| 16 février  | Florence Chin                           | photographe canadienne                                                                                                | 96  |        |
| 16 février  | Roger Courbatère                        | homme politique français                                                                                              | 94  |        |
| 16 février  | Liliane Duhamel                         | secrétaire de Georges Simenon                                                                                         | ?   |        |
| 16 février  | Yves Gervy                              | scénariste de bandes dessinées français                                                                               | ?   |        |
| 16 février  | Harry Hinsley                           | historien britannique                                                                                                 | 79  |        |
| 16 février  | Leonard Ho                              | producteur hongkongais                                                                                                | 74  |        |
| 16 février  | Pierre Lagourde                         | sénateur français | 77  |        |
| 16 février  | Fernando Abril Martorell                | politicien espagnol                                                                                                   | 61  |        |
| 16 février  | Yuan-Dong Sheu                          | économiste chinois | 70  |        |
| 17 février  | Youri Andreïev                          | helléniste, philologue, écrivain, historien et professeur soviétique puis russe                                       | 60  |        |
| 17 février  | Nicolas Bouvier                         | écrivain suisse | 68  |        |
| 17 février  | Maurice Bucaille                        | médecin français | 78  |        |
| 17 février  | Hilaire Couvreur                        | coureur cycliste belge                                                                                                | 73  |        |
| 17 février  | Marie-Louise von Franz                  | psychologue suisse | 83  |        |
| 17 février  | Ernst Jünger                            | écrivain allemand | 102 |        |
| 17 février  | Ernst Käsemann                          | pasteur luthérien et universitaire allemand                                                                           | 91  |        |
| 17 février  | Bob Merrill                             | compositeur américain                                                                                                 | 74  |        |
| 17 février  | Gustav A. Schousboe                     | exploitateur agricole canadienne                                                                                      | ?   |        |
| 17 février  | Albert Wass                             | écrivain et poète hongrois                                                                                            | 89  |        |
| 18 février  | Harry Caray                             | chroniqueur sportif américain                                                                                         | 83  |        |
| 18 février  | Jean-Marc Chevrier                      | psychologue québécois                                                                                                 | 81  |        |
| 18 février  | Charles Cogen                           | syndicaliste américain                                                                                                | 94  |        |
| 18 février  | David Crouch                            | politicien britannique                                                                                                | 78  |        |
| 18 février  | Antonio Escuriet                        | coureur cycliste espagnol                                                                                             | 89  |        |
| 18 février  | Aleksandr Gouliaev                      | compositeur d'études d'échecs et un problémiste russe                                                                 | 89  |        |
| 18 février  | Robbie James                            | footballeur britannique                                                                                               | 40  | (en)   |
| 18 février  | Scott O'Hara                            | acteur de films pornographiques américain                                                                             | 36  |        |
| 18 février  | Rolv Ryssdal                            | juge norvégien | 83  |        |
| 18 février  | Messias Timula                          | footballeur portugais                                                                                                 | 50  |        |
| 18 février  | Mya Than Tint                           | écrivain birman | 69  |        |
| 19 février  | Jean-Yves Archambault                   | acteur québécois | 49  |        |
| 19 février  | Philippe Aubert                         | journaliste français                                                                                                  | 48  |        |
| 19 février  | Hughes-Vincent Barbe                    | journaliste français                                                                                                  | 68  |        |
| 19 février  | Louis Marshall Jones                    | chanteur de musique country américain                                                                                 | 84  |        |
| 19 février  | André Luisier                           | entrepreneur suisse                                                                                                   | 74  |        |
| 19 février  | George Male                             | footballeur britannique                                                                                               | 87  |        |
| 19 février  | Mancur Olson                            | économiste américain                                                                                                  | 66  |        |
| 19 février  | Fernand Oury                            | écrivain français | 78  |        |
| 19 février  | Larissa Tarkovskaïa                     | actrice soviétique | 59  |        |
| 20 février  | Eldon Leslie Brown                      | ingénieur canadien | 97  |        |
| 20 février  | Old Joe Clark                           | joueur de banjo américain                                                                                             | 75  |        |
| 20 février  | Allan F. Collins                        | fonctionnaire canadien                                                                                                | ?   |        |
| 20 février  | John Anthony Floyd                      | dirigeant de Christie International                                                                                   | 74  |        |
| 20 février  | Henry Livings                           | dramaturge britannique                                                                                                | 68  |        |
| 20 février  | Bob McBride                             | chanteur canadien | 51  |        |
| 20 février  | Jean Neidinger                          | ancien secrétaire général du CNPF                                                                                     | 81  |        |
| 20 février  | Bruce Reed                              | acteur américain | 54  |        |
| 20 février  | Ross Wetzsteon                          | éditeur américain | 65  |        |
| 21 février  | Michel Bydlowski                        | journaliste français                                                                                                  | 52  |        |
| 21 février  | Edward T. Canby                         | directeur de chœurs américain                                                                                         | 85  |        |
| 21 février  | Jean Deschamps                          | universitaire français, professeur des universités, président honoraire de l'Université de Pau et des Pays de l'Adour | 73  |        |
| 21 février  | George Fant                             | acteur suédois | ?   |        |
| 21 février  | Yoshio Miyajima                         | chef opérateur japonais                                                                                               | ?   |        |
| 21 février  | John Nicollela                          | réalisateur américain                                                                                                 | 52  |        |
| 21 février  | Barburao Nimal                          | joueur de hockey sur gazon indien, médaillé d'or aux jeux olympiques de Berlin                                        | ?   |        |
| 21 février  | Arthur Seidel                           | producteur américain                                                                                                  | 66  |        |
| 21 février  | Sven Ivar Seldinger                     | radiologue suédois | 76  |        |
| 22 février  | José María de Areilza                   | politicien et diplomate espagnol                                                                                      | 88  |        |
| 22 février  | François Boussel                        | journaliste français                                                                                                  | 52  |        |
| 22 février  | Anna Fedorovna Dibner                   | géologue russe | ?   |        |
| 22 février  | Carlo Dionisotti                        | historien italien | 89  |        |
| 22 février  | Sandro Franchina                        | acteur italien | 58  |        |
| 22 février  | Bernard Gratton                         | juge québécois | 66  |        |
| 22 février  | Alfred Dryden Hales                     | député canadien | 88  |        |
| 22 février  | Jean Klein                              | auteur et maître spirituel français                                                                                   | 85  |        |
| 22 février  | Leonardo Nole                           | postier américain | 91  |        |
| 22 février  | Paul Piguet                             | sportif suisse de haut niveau en plusieurs disciplines                                                                | 90  |        |
| 22 février  | Abraham Alexander Ribicoff              | ancien gouverneur du Connecticut                                                                                      | 87  |        |
| 22 février  | Donald S. Russell                       | ancien gouverneur de la Caroline du Sud                                                                               | 92  |        |
| 22 février  | Peter Sichel                            | vignoble français | 73  |        |
| 23 février  | Philip Abbott                           | acteur américain | 73  |        |
| 23 février  | Mohamed Tahar Abidi                     | révolutionnaire algérien                                                                                              | 84  |        |
| 23 février  | Augusta Braxton Baker                   | conteuse et bibliothécaire américaine                                                                                 | 86  |        |
| 23 février  | Frans Bonduel                           | coureur cycliste belge                                                                                                | 90  |        |
| 23 février  | Chuck Hayward                           | acteur américain | 77  |        |
| 23 février  | Mohammad T. Mehdi                       | diplomate américain                                                                                                   | 70  |        |
| 23 février  | Rose Milbank                            | philanthrope américaine                                                                                               | 81  |        |
| 23 février  | André de Laborde de Monpezat            | père du prince Henrik de Danemark                                                                                     | 90  |        |
| 23 février  | Edith Oliver                            | critique culturelle américaine                                                                                        | 84  |        |
| 23 février  | Dave Russell                            | joueur de crosse canadien                                                                                             | 63  |        |
| 23 février  | Billy Sullivan                          | propriétaire d'une équipe de football américain                                                                       | 86  |        |
| 24 février  | Bernard Barbier                         | sénateur français | 73  |        |
| 24 février  | Geoffrey Bush                           | compositeur britannique                                                                                               | 77  |        |
| 24 février  | Mark Dexter Hollis                      | fonctionnaire américain                                                                                               | 89  |        |
| 24 février  | Lalita Pawar                            | actrice indienne | 79  |        |
| 24 février  | Lucas Suppin                            | peintre autrichien d'origine slovène                                                                                  | 86  |        |
| 24 février  | Warren Woodson                          | Entraîneur de football américain                                                                                      | 95  |        |
| 24 février  | Henny Youngman                          | humoriste américain                                                                                                   | 91  |        |
| 25 février  | Karen Avenoso                           | reporter américaine                                                                                                   | 31  |        |
| 25 février  | Bernard Barbier                         | homme politique français                                                                                              | 73  |        |
| 25 février  | Marianne Burge                          | fonctionnaire américaine                                                                                              | 64  |        |
| 25 février  | Ángel Caffarena                         | poète et éditeur de poésie espagnol                                                                                   | 83  |        |
| 25 février  | Samuel Curran                           | physicien britannique                                                                                                 | 85  |        |
| 25 février  | Roger George                            | danseur suisse | ?   |        |
| 25 février  | Hélène Grégoire                         | écrivain vaudoise (Suisse)                                                                                            | 94  |        |
| 25 février  | Wanda Jakubowska                        | cinéaste polonaise | 90  |        |
| 25 février  | John Douglas Kenny                      | photographe canadien                                                                                                  | 39  |        |
| 25 février  | Umberto Mastroianni                     | sculpteur italien | ?   |        |
| 25 février  | William Ormond Mitchell                 | écrivain canadien | 83  |        |
| 25 février  | Pruden                                  | Footballeur espagnol                                                                                                  | 81  |        |
| 25 février  | Rockin' Sidney                          | musicien américain | 59  |        |
| 25 février  | Luigi Veronesi                          | peintre italien | ?   |        |
| 26 février  | James Algar                             | réalisateur, producteur et scénariste américain                                                                       | 85  |        |
| 26 février  | Jimmy Hagan                             | joueur et entraîneur de football anglais                                                                              | 80  |        |
| 26 février  | Otto Haxel                              | physicien nucléaire allemand                                                                                          | 88  |        |
| 26 février  | Shirley Ardell Mason                    | patiente américaine en psychiatrie et artiste publicitaire                                                            | 74  |        |
| 26 février  | Ernest Pallascio-Morin                  | journaliste québécois                                                                                                 | 89  |        |
| 26 février  | Theodore Schultz                        | économiste américain, prix Nobel d'économie en 1979                                                                   | 95  |        |
| 26 février  | Vico Torriani                           | chanteur et acteur suisse                                                                                             | 77  |        |
| 26 février  | Armand de Baudry d'Asson                | député français | 87  |        |
| 27 février  | Roland Dubuc                            | peintre et sculpteur français                                                                                         | 74  |        |
| 27 février  | Martin Silver Harvey                    | poète américain | 68  |        |
| 27 février  | George Hitchings                        | biochimiste américain, prix Nobel de physiologie ou médecine en 1988                                                  | 92  |        |
| 27 février  | Martin Hollis                           | philosophe britannique                                                                                                | 59  |        |
| 27 février  | Jack Micheline                          | peintre et poète américain                                                                                            | 68  |        |
| 27 février  | Helinä Rautavaara                       | Exploratrice, aventurière, et journaliste finlandaise.                                                                | 69  |        |
| 27 février  | Alice Rivaz                             | écrivain suisse | 96  |        |
| 27 février  | Mohamed Triki                           | chef d'orchestre et compositeur tunisien                                                                              | 98  |        |
| 27 février  | J. T. Walsh                             | acteur américain | 54  |        |
| 28 février  | Arkady Chevtchenko                      | dissident soviétique                                                                                                  | 67  |        |
| 28 février  | Todd Duncan                             | baryton américain | 95  |        |
| 28 février  | John Fulton                             | matador américain | 64  |        |
| 28 février  | Hildegarde Howard                       | ornithologue américaine                                                                                               | 97  |        |
| 28 février  | Elsy Jacobs                             | coureuse cycliste luxembourgeoise                                                                                     | 64  |        |
| 28 février  | Ellis Kadison                           | scénariste américain                                                                                                  | 70  |        |
| 28 février  | Marie Kettnerová                        | pongiste tchèque | 86  |        |
| 28 février  | Dermot Morgan                           | acteur irlandais | 46  |        |
| 28 février  | Peter Noble                             | viticulteur britannique                                                                                               | 69  |        |
| 28 février  | Antonio Quarracino                      | cardinal argentin | 75  |        |
| 28 février  | Esko Sarkinen                           | joueur de football américain                                                                                          | 79  |        |
| 28 février  | Garner Edward Shriver                   | politicien américain                                                                                                  | 85  |        |
| 28 février  | Gregoris Staktopoulos                   | journaliste grec | 88  |        |